# Hartley (Kumbria)
Hartley – wieś w Anglii, w Kumbrii, w dystrykcie (unitary authority) Westmorland and Furness. Leży 61 km na południowy wschód od miasta Carlisle i 361 km na północny zachód od Londynu. W 2001 miejscowość liczyła 133 mieszkańców.